# 桜井女学校
桜井女学校（さくらいじょがっこう）は、櫻井ちかが設立したキリスト教系女学校。
櫻井ちかが、東京府麹町中六番町に民家を借りて、1876年（明治9年）10月24日に英女学家塾として認可を受ける。1879年に高等小学科、1880年には日本で最初の私立幼稚園を設立した。
1877年（明治10年）にちかの夫櫻井昭悳牧師が函館に赴任するため辞任すると、矢嶋楫子が就任する。学校はアメリカ長老教会の経営になり、ミッションスクールになる。メアリー・トゥルー宣教師は女子の自治と自立を目指し、1884年（明治17年）リスト教幼稚園の保母育成のために幼稚保育科を設立。1886年（明治19年）看護婦学校を設置する。
1890年（明治23年）、新栄女学校と合併して女子学院になる。
本校を母体として、新潟高田女学校、宇都宮女学校が開校された。また、貧しい女子のために女子独立学校を設置する。